# Leôncio de Ruissi
Leôncio de Ruissi (em georgiano: ლეონტი მროველი; romaniz.: Leonti Mroveli) foi um cronista georgiano do século XI, provavelmente um eclesiástico. 

## Vida
Leôncio deve ter servido como bispo na diocese de Ruissi, razão pela qual foi referido associado a esse lugar. Além das anotações posteriores aos manuscritos das  crônicas georgianas, um arcebispo de Ruissi chamado Leôncio é mencionado apenas três vezes: num manuscrito do século XI do monte Atos; na tradução de Eutímio de Atos do comentário de João Crisóstomo a São Mateus; e, mais especificamente, numa inscrição de 1066 das cavernas de Trequevi, na região central da Geórgia. As suposições de pertencia ao século VIII ou ao início do X parecem agora implausíveis. Este Leôncio não ocupava mais o cargo em 1103, pois não foi atestado no ato do sínodo eclesiástico convocado em Ruissi e na catedral vizinha de Urbnisi pelo rei Davi IV. É creditado por alguns historiadores como autor de várias peças do compêndio medieval de crônicas georgianas, enquanto outros o consideram apenas um compilador de textos anteriores. Em qualquer caso, como cronista, mudou o equilíbrio da literatura georgiana do eclesiástico para o secular.